# Ácido 2-bromobenzoico
Ácido 2-bromobenzoico é o composto orgânico de fórmula C7H5BrO2 e massa molecular 201,03, um dos três isômeros ácido bromobenzoico.
É sensível à luz. É um composto irritante dos pulmões, olhos e pele.
Sofre biodegradação pela ação de Pseudomonas aeruginosa.